# Epiclinium pezizoideum
Epiclinium pezizoideum är en svampart som först beskrevs av Ludwig David von Schweinitz, och fick sitt nu gällande namn av Elias Fries 1849. Epiclinium pezizoideum ingår i släktet Epiclinium, divisionen sporsäcksvampar och riket svampar.   Inga underarter finns listade i Catalogue of Life.